# Полет 932 на „Саутърн Еъруейс“
Полет 932 на „Саутърн Еъруейс“ е чартърен вътрешен пътнически полет от регионалното летище „Кинстън“, Кинстън, Северна Каролина, до летище „Батън Руж Метрополитън“, Батън Руж, Луизиана, Съединените американски щати, с планирани междинни кацания на летище Три-Стейт, Хопкинсвил и Александрия, управляван от „Саутърн Еъруейс“. На 14 ноември 1970 г. самолетът „Макдонал Дъглас DC-9-31“, който изпълнява полета, се разбива в хълм точно до летище Три-Стейт, Хънтингтън, Западна Вирджиния. В катастрофата загиват всички 75 души на борда, 37 от които част от футболния отбор на университета „Маршал“.
Според разследването вероятната причина за инцидента е спускане под минимална височина по време на непрецизен подход при неблагоприятни условия, без визуален контакт с околната среда и пистата. Точната причина, поради която екипажът допуска тази грешка, не е изяснена, но вероятно се дължи на неправилно използване на данните от приборите в пилотската кабина или грешка в системата за измерване на височината. Вода във висотомера на самолета може да промени показанията за височината и да накара пилотите да вярват, че машината е по-високо, отколкото всъщност е.
Това е най-смъртоносният инцидент, който засяга спортен отбор в историята на Съединените американски щати. Това е втората самолетна катастрофа на колежански футболен отбор за малко повече от месец след катастрофата на 2 октомври, при която загиват други 31 души.